# Brycon rubricauda
Brycon rubricauda es una especie de pez de la familia Characidae en el orden de los Characiformes.

## Morfología
Los machos pueden llegar alcanzar los 35 cm de longitud total y 725 g de peso.

## Hábitat
Vive en zonas de clima tropical entre 20 °C - 28 °C de temperatura.

## Distribución geográfica
Se encuentran en Sudamérica:  cuenca del río Magdalena en Colombia.